# Adición de azúcar
La adición de azúcar se usa fundamentalmente en la elaboración de mermeladas, jaleas y dulces. Esto involucra cocinar la fruta, adicionar el azúcar en cantidades variables dependiendo de la fruta y el producto a preparar, y continuar hirviendo hasta que alcance el nivel de sólidos solubles que permita su conservación. La adición de azúcar más ciertas sustancias de las frutas producen la consistencia de gel que conforma la textura de las mermeladas y jaleas. Para lograr esto es necesario que exista un nivel de acidez y un porcentaje de azúcar adecuados. Algunas frutas no tienen la sustancia llamada pectina en cantidad suficiente para formar un gel adecuado, en cuyo caso es necesario agregarles una pectina exógena. Existe diferencia entre las manzanas o cítricos y los berries, como la frambuesa o la frutilla. En los primeros hay un alto nivel de pectina, no así en los segundos. Durante el proceso de hervir la fruta con el azúcar, la sacarosa -que es el azúcar agregado- se desdobla en parte en sus componentes, fructosa y glucosa, lo que permite dos importantes efectos en el producto, mayor solubilidad que evita la cristalización y, por otra parte, un mayor dulzor. Este proceso se denomina inversión de la sacarosa. Las mermeladas y los otros productos nombrados se conservan debido a un principio denominado actividad de agua. La actividad de agua es la disponibilidad de agua libre para reaccionar y permitir el desarrollo de los microorganismos. Mientras menor sea la actividad de agua, menor la incidencia de reacciones deteriorantes y microorganismos.
Según algunos criterios la cocción de un alimento unida a la adición de azúcar es capaz de formar un Almíbar.